# Scorpionidae
Scorpionidae vormt een familie binnen de orde der Schorpioenen (Scorpiones).

## Kenmerken
De kleinste boekenschorpioen is ongeveer 1 cm lang. De grootste schorpioen is de Gigantrometrus Swammerdami, die bijna 22 cm lang is.
De kleur van bijna alle schorpioenen ligt tussen bruin en zwartachtig. Soms ook een beetje blauw.
Het gepantserde lichaam is opgebouwd uit een voor- en achterstuk. De kop behoort tot het voorstuk, en het lichaam, samen met de staart, behoort tot het achterstuk. Het lichaam is opgebouwd uit 7 segmenten, de staart heeft er 5, die naar het uiteinde toe de giftige staart vormen. Mannetjes schorpioenen zijn wat slanker, hebben wat langere borstels op hun buik en hebben vaak een dikkere gifstekel dan vrouwtjes.

## Leefwijze
Deze zeer taaie dieren zijn bestand tegen extreem hoge en lage temperaturen. Ze kunnen ook goed tegen allerlei soorten straling, hetgeen waarschijnlijk de reden is voor hun overleven. Ze zijn nachtactief en heel goed gecamoufleerd, waardoor ze moeilijk te zien zijn. Echter, alle schorpioenen die worden beschenen met "blacklight" zullen licht gaan geven, dit wordt in de wetenschap "biofosforisentie" genoemd. Alle schorpioenen zijn giftig, maar ze zijn niet allemaal gevaarlijk voor mensen. Wel gevaarlijk zijn de kleine soorten uit de familie Buthidae.
De schorpioen heeft een gevarieerd dieet, dat bestaat uit sprinkhanen, vliegen, mieren, kevers en spinnen. Als de palpen (de grijparmen) de prooi hebben gevangen, wordt die in stukken gescheurd met de chelicerae (grote kaken aan weerszijden van de mond). Een schorpioen kan heel lang zonder voedsel.
Ze hebben ook vijanden, zoals spinnen, vogels, slangen, bavianen en hagedissen. Sommige soorten zijn immuun voor het gif van de schorpioen. Schorpioenen leven afzonderlijk van elkaar omdat ze iedere vijand, zelfs hun eigen soort proberen te doden.

## Voortplanting
Het mannetje legt een zaadpakketje op de grond en zorgt dat het vrouwtje eroverheen loopt. Op dat moment neemt ze het pakketje in zich op, waardoor haar eitjes worden bevrucht, die in haar lichaam worden uitgebroed. Na ongeveer een jaar worden er 8 tot 35 jongen geboren, die meteen op hun moeders rug kruipen. Na twee weken gaan ze uit elkaar gaan en worden zelfstandig.

## Verspreiding en leefgebied
De meeste schorpioenen leven in warme en droge gebieden, zoals de woestijnen in Noord-Afrika, het midden Oosten, Azië Australië en Amerika. Sommige schorpioenen, zoals de Pandinus imperator, prefereren vochtige gebieden, zoals de West-Afrikaanse bossen en oerwouden. Een andere soort, de Euscorpius, prefereert een wat koeler gebied, zoals de Middellandse Zee. De meeste schorpioenen houden niet van een koud klimaat. Ze komen voor in rotsspleten, grotten, onder stenen en hout.

## Evolutie
Ze bestaan al sinds het Siluur (ca. 440-410 miljoen jaar geleden). De schorpioen, is zover bekend, het eerste dier onder de geleedpotigen. Uit onderzoek is gebleken dat alle schorpioenen eerst in het water hebben geleefd alvorens ze op het land gingen leven. Ze hebben een viertal boeklongen, die direct in verbinding staan met de buitenlucht, via een opening aan de onderkant van het lichaam.